# Urstand
Als Urstand wird in der Theologie der Zustand von Adam und Eva im Paradies bezeichnet, bevor sie von der Frucht des Baumes der Erkenntnis gegessen haben (Gen 3 ). Der Urstandslehre zufolge befand sich dieses Menschenpaar durch die Urstandsgnade in dem Zustand, wie sie von Gott geschaffen wurden, was sich durch den Sündenfall verändert habe: der Verlust der unbefangenen Nacktheit, Geburtsschmerz, mühevoller Broterwerb und Sterblichkeit des Menschen werden auf die Übertretung des Gebotes Gottes zurückgeführt. Das Konzept vom Urstand hängt daher eng mit der Sünden- und der Gnadenlehre zusammen.

## Geschichtliche Entwicklung der Urstandsvorstellung

### Antike
In der Alten Kirche wurde der Urstand verschieden ausgedeutet. Theophilus von Antiochien sah den Urstand naturhaft realistisch an, während sie bei Irenäus von Lyon heilsgeschichtlich gedeutet wird. In der alexandrinischen Theologie wird der Urstand durch den platonischen Einfluss abstrakter verstanden und in Bezug mit dem präexistenten Logos gedacht. Die meisten griechischen Väter gingen von einem realgeschichtlich-historischen Urstand aus.
Für die Westkirche prägend wurde die Auffassung des Augustinus vom Urstand als status rectus et sine vitio. Daran schließen sich die Lehrentscheidungen der Synode von Karthago (418) (DH 222), der Synode von Orange (DH 389) und im pseudo-cölestinischen Kapitel („Indiculus“, DH 239).

### Mittelalter
In der mittelalterlichen Scholastik wurde die Urstandslehre weiter ausgebaut. Anselm von Canterbury versteht sie als iustitia originalis (ursprüngliche Gerechtigkeit). Thomas von Aquin verbindet die Urstandsgnade mit der heiligmachenden Gnade.

### Neuzeit
Während die Reformatoren die Urstandslehre ablehnten, wird katholischerseits an einer heilsgeschichtlich gedeuteten Urstandslehre festgehalten: Der Mensch ist als ursprünglich gut und im Einklang mit Gott geschaffen, verlor diesen Zustand durch die Sünde und gelangt durch die Annahme der Erlösung durch Christus in einen noch besseren Zustand (vgl. felix culpa):

„374 Der erste Mensch wurde als ein gutes Wesen erschaffen und in Freundschaft mit seinem Schöpfer und in Einklang mit sich selbst und mit der ihn umgebenden Schöpfung versetzt. Nur durch die Herrlichkeit der Neuschöpfung in Christus können diese Freundschaft und Harmonie noch übertroffen werden.
375 Die Kirche legt die Symbolik der biblischen Sprache im Licht des Neuen Testamentes und der Überlieferung authentisch aus und lehrt, daß unsere Stammeltern Adam und Eva in einen ursprünglichen Stand der ‚Heiligkeit und Gerechtigkeit‘ eingesetzt wurden (Konzil von Trient: DS 1511). Diese Gnade der ursprünglichen Heiligkeit war eine ‚Teilhabe am göttlichen Leben‘ (LG 2).
376 […] Solange der Mensch in der engen Verbindung mit Gott blieb, mußte er weder sterben [vgl. Gen 2,17 ; 3,19 ] noch leiden [vgl. Gen 3,16 ]. Die innere Harmonie der menschlichen Person, die Harmonie zwischen Mann und Frau [vgl. Gen 2 ] und die Harmonie zwischen dem ersten Menschenpaar und der gesamten Schöpfung bildete den Zustand der sogenannten ‚Urgerechtigkeit‘.
377 Die von Gott dem Menschen von Anfang an gewährte ‚Herrschaft‘ über die Welt wirkte sich in erster Linie im Menschen als Herrschaft über sich selbst aus. Der Mensch war in seinem ganzen Wesen heil und geordnet, weil er von der dreifachen Begierlichkeit [vgl. 1 Joh 2,16 ], die ihn zum Knecht der Sinneslust, der Gier nach irdischen Gütern und der Selbstbehauptung gegen die Weisungen der Vernunft macht, frei war. […]
379 Diese ganze Harmonie der Urgerechtigkeit, die der Plan Gottes für den Menschen vorgesehen hatte, ging durch die Sünde unserer Stammeltern verloren.“

Die Urstandslehre hängt also eng mit der Erbsündenlehre und der Soteriologie zusammen und ist zwischen den christlichen Konfessionen umstritten.

## Verwendung des Ausdrucks „Urstand“ in der Philosophie
In der Philosophie wird der Ausdruck „Urstand“ etwas anders als in der Theologie gebraucht. Bei Jakob Böhme bedeutet „Urstand“ so viel wie Ursprung, Ausgangspunkt der Welt. Schelling beschreibt damit, im ausdrücklichen Rückgriff auf Böhme, ein erstes Prinzip der Weltgenese im Zustand der „Latenz“. Wenn der Urstand sich selbst weiß, wird er vom Ur-stand zum Ver-stand. Edmund Husserl verwendet den Ausdruck, um das absolute Subjekt zu beschreiben, also metaphorisch dasjenige, gegen das jeder Gegenstand steht.